# Louis Maud'huy
Louis Maud'huy, francoski general in konzervativni politik, * 17. februar 1857, Metz, † 19. julij 1921.
Bil je prvi Poglavar skavtov Francije.